# Klausstud

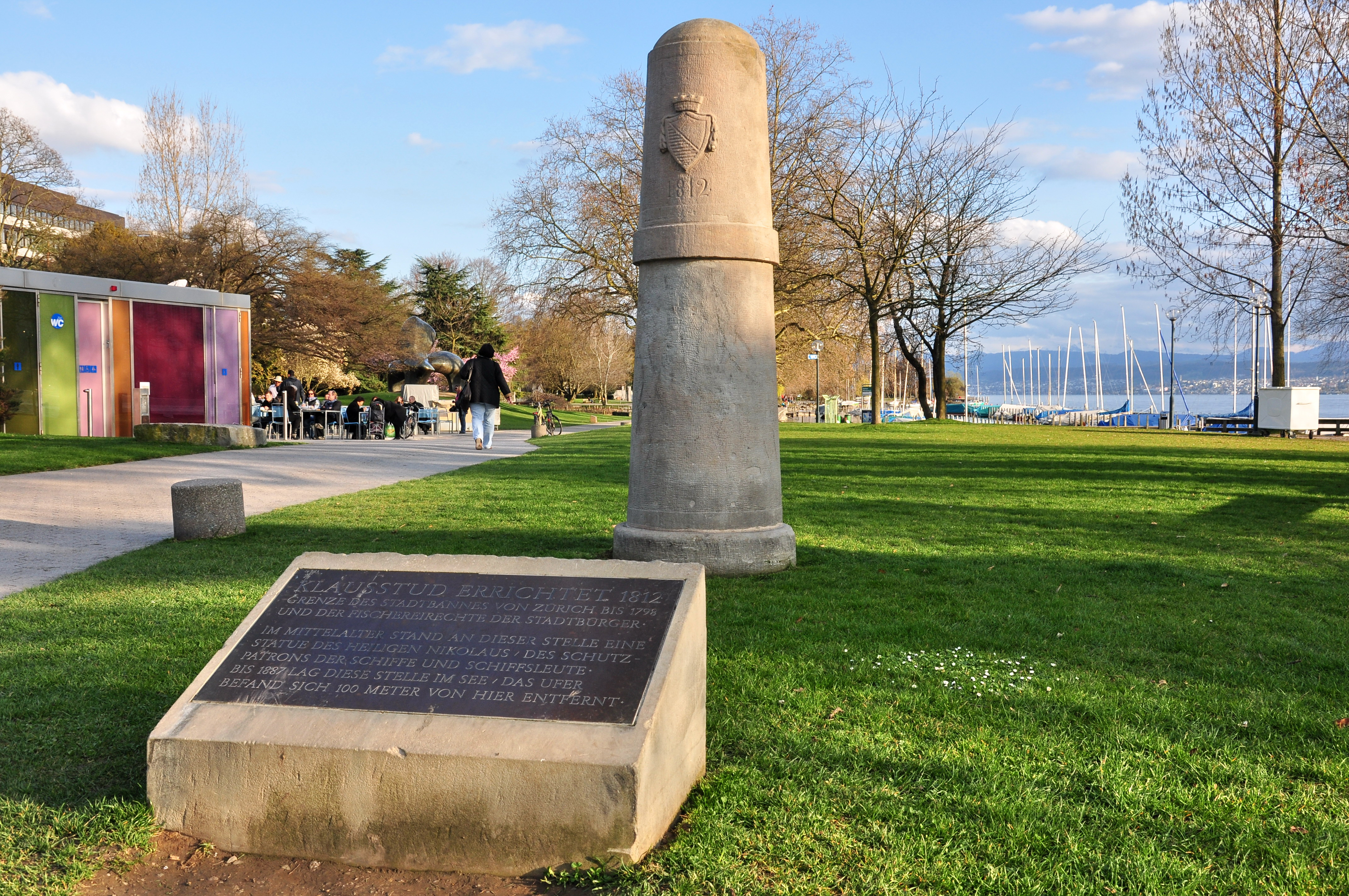
Klausstud beim Hafen von Riesbach

Die Klausstud war ein Grenzstein des Stadtbanns der alten Stadt Zürich, benannt nach dem Nikolaus von Myra, dem Schutzpatron der Fischer und Seefahrer, wobei Stud ein schweizerdeutsches Wort für Säule ist. Die Klausstud steht am Seefeldquai beim Hafen Riesbach.
Bis 1798 markierte die Klausstud die Grenze der Fischereirechte der Stadtzürcher, auf dem restlichen See gehörte das Fischereirecht dem Kloster Einsiedeln. Ausserdem waren die Pilger von Einsiedeln angehalten, innerhalb des Stadtbanns die Lautstärke ihrer Gebete zu senken. Im Mittelalter stand an der Stelle eine Statue des heiligen Niklaus, 1812 wurde die neue Stele errichtet. Sie stand bis 1887 im Wasser ungefähr 100 Meter vom Ufer entfernt an einer untiefen Stelle. Diese wurde durch das Delta des Hornbachs verursacht, der an dieser Stelle in den Zürichsee mündete. Erst mit der Neugestaltung des Seeufers kam sie auf dem Land zu liegen.
Die Klausstud gab den Namen dem Haus zur Klausstud, das sich an der Klausstrasse 4 befindet. Es wurde 1973 als Wohn- und Geschäftshaus nach den Plänen von Eduard Neuenschwander errichtet.